# Édouard Pinot
Édouard Pinot (Belfort, 31 luglio 1891 – Strasburgo, 9 maggio 1984) è stato un militare e aviatore francese, particolarmente distintosi nel corso della prima e della seconda guerra mondiale. Decorato con la Croce di Commendatore della Legion d'onore, dell'Ordre de la Libération, della Médaille militaire, della Croix de guerre (1914-1918) con due palme e della Croix de guerre 1939-1945 con due palme.

## Biografia
Nacque a Belfort il 1° agosto 1891, all'interno di una famiglia modesta, figlio di Virgile Eugène Pinot, impiegato nel Corpo del Genio, e di Joséphine Balthazard.  
All'età di tredici anni, dovette lasciare la scuola elementare per contribuire al benessere familiare. In un laboratorio locale di Belfort, e in condizioni molto dure, imparò il mestiere di ramaiolo.
L'8 ottobre 1913 fu arruolato nell'Armée de terre, e dal 1 gennaio 1914 prestò servizio militare come meccanico nella 3éme Escadrille Blériot ("Les Cigognes").
A partire dallo scoppio della prima guerra mondiale, il 2 agosto 1914, prestò servizio nell'Aéronautique Militaire, e dal giugno 1915 fu meccanico dell'asso dell'aviazione Georges Guynemer, che gli diede il soprannome di "Bouboule".
Ammesso rapidamente come allievo pilota alla Scuola di Avord, ottenne il brevetto l'11 dicembre 1915. Con buoni voti, divenne istruttore al GDE di Plessis-Belleville da gennaio al giugno 1916. Su sua richiesta, gli fu permesso di ricongiungersi alla sua ex unità vicino ad Amiens nel luglio del 1916.  Fu promosso sergente il 16 agosto successivo, rimase ferito in un incidente aereo nel settembre del 1917 e si distinse per aver volato per oltre 750 ore di guerra. 
Dopo la guerra, il 14 aprile 1920, fu assegnato con l'incarico di capo istruttore piloti, al 2° Reggimento d'aviazione (caccia) a Strasburgo-Neuhof. Promosso sottufficiale capo nel 1924, andò in pensione anticipata il 12 marzo 1930, inquadrato nel 1° Gruppo ufficiale d'aeronautica (riserva).
Ritornato alla vita civile, intraprese la carriera nell'aeronautica civile. 
Mobilitato nell'agosto del 1939, allo scoppio della seconda guerra mondiale, con il gradi  tenente di riserva, chiese di prestare servizio in un'unità operativa, ma la sua richiesta fu rifiutata a causa dell'età.  Gli fu quindi affidato il comando della Scuola elementare di pilotaggio n. 23 di Le Mans il 12 ottobre 1939.  Nel giugno 1940, durante le fasi finali della battaglia di Francia, di fronte all'avanzata tedesca si ritirò con il personale della scuola dapprima a Morlaix e poi a Quimper.  Insieme ai suoi istruttori e a 108 allievi piloti, nonché tutte le sue armi difensive, si imbarcò per l'Inghilterra a bordo di una barca per la pesca delle aragoste, la Trébouliste, che salpò da Douarnenez il 19 giugno.
In Inghilterra, data la sua età, gli fu assegnato l'incarico di comandante e istruttore presso le scuole di volo franco-belga di Odiham, dal 1 settembre 1940, e poi di, dove partecipò all'addestramento di numerosi piloti francesi e alleati  fino alla fine della guerra.  Il 1 febbraio 1941 fu insignito dell'Ordre de la Libération dal generale Charles de Gaulle, fu promosso a capitano il 16 marzo 1941, e divenne comandante della scuola di Sywell, a nord d Northampton, il 25 luglio 1941.
Divenne maggiore nel giugno 1943, e dopo la liberazione della Francia, mantenne il comando della scuola fino alla sua smobilitazione nel luglio 1946. 
Ritornato alla vita civile, promosso tenente colonnello della riserva, ricoprì per diversi anni importanti incarichi dirigenziali in grandi aziende industriali.  L'8 gennaio 1953 divenne Commendatore della Legion d'onore, onorificenza consegnatagli dal generale Martial Valin.  Nel 1972 andò in pensione e si stabilì a Eckbolsheim, nel Basso Reno. Si spense a Strasburgo il 9 maggio 1984, e fu sepolto nel cimitero di Eckbolsheim.

### Annotazioni
1. ↑  Contribuì all'addestramento di oltre 3.000 piloti che si distinsero durante la battaglia d'Inghilterra, poi sulla Francia e sul fronte orientale.

### Fonti
1. 1 2 3 4 5  Ordre de la Liberation.
2. 1 2 3 4 5 6 7 8 9 10 11  Leonore.
3. 1 2 3 4  Albin Denis.
4. 1 2 3 4 5 6 7 8 9 10 11 12 13 14 15  Federation des  Societe d'Histoire & d'Arqueologie d'Alsace.